# Neogonodactylus moraisi
Neogonodactylus moraisi is een bidsprinkhaankreeftensoort uit de familie van de Gonodactylidae. De wetenschappelijke naam van de soort is voor het eerst geldig gepubliceerd in 1973 door Fausto-Filho & Lemos de Castro.